# The Catch (American Football)
Als The Catch wird der Fang des spielentscheidenden Passes von Quarterback Joe Montana durch Wide Receiver Dwight Clark im NFC Championship Game zwischen den San Francisco 49ers und den Dallas Cowboys am 10. Januar 1982 bezeichnet. The Catch ist die wohl berühmteste Aktion in der Geschichte der National Football League (NFL). Als „Catch“ wird allgemein das Fangen eines Passes bezeichnet.

## Der Spielzug

Schematische Darstellung des Spielzugs

Das Spiel, in dem The Catch stattfand, wird oft als Übergang von der dominanten Zeit der Cowboys in der National Football Conference hin zur beherrschenden Phase der 49ers gesehen. Auch in der NFL dominierten die 49ers im Anschluss; sie gewannen vier der nächsten neun Super Bowls.
In einem sehr ausgeglichenen Match übernahmen die 49ers den Ball bei einem Rückstand von 27:21 an der eigenen 11-Yard-Linie. 58 Sekunden vor Schluss war San Francisco bis an die 6-Yard-Linie der Cowboys vorgekommen. Bei einem dritten Down und noch drei Yards zum nächsten First Down übernahm Joe Montana den Ball in der Absicht, einen Pass auf Freddie Solomon zu werfen, der aber von der Defense gedeckt war. Montana lief nach rechts der Seitenlinie entgegen, weil er von zwei Defensive Ends und einem Linebacker unter Druck gesetzt wurde. Zunächst sah es aus, als würde er gesackt werden, konnte dann aber in letzter Sekunde einen Pass in den hinteren Bereich der Endzone werfen. Dort fing Dwight Clark den Ball gerade noch mit den Fingerspitzen. Durch einen erfolgreichen Extrapunkt gingen die 49ers 28:27 in Führung und gewannen mit diesem Stand das Spiel.
Später wurde bekannt, dass Clark ursprünglich nur als dritte Anspielstation für diesen Spielzug gedacht war.
Zwei Wochen nach diesem Spiel gewannen die 49ers den Super Bowl XVI gegen die Cincinnati Bengals mit 26:21. Dies war der erste Super-Bowl-Sieg für die San Francisco 49ers.

## Schiedsrichter
Hauptschiedsrichter des Spiels war Jim Tunney.